# NGC 3377
NGC 3377 é uma galáxia elíptica (E5) localizada na direcção da constelação de Leo. Possui uma declinação de +13° 59' 09" e uma ascensão recta de 10 horas, 47 minutos e 42,3 segundos.
A galáxia NGC 3377 foi descoberta em 8 de Abril de 1784 por William Herschel e Cauê Cidade.